# Légitársaság

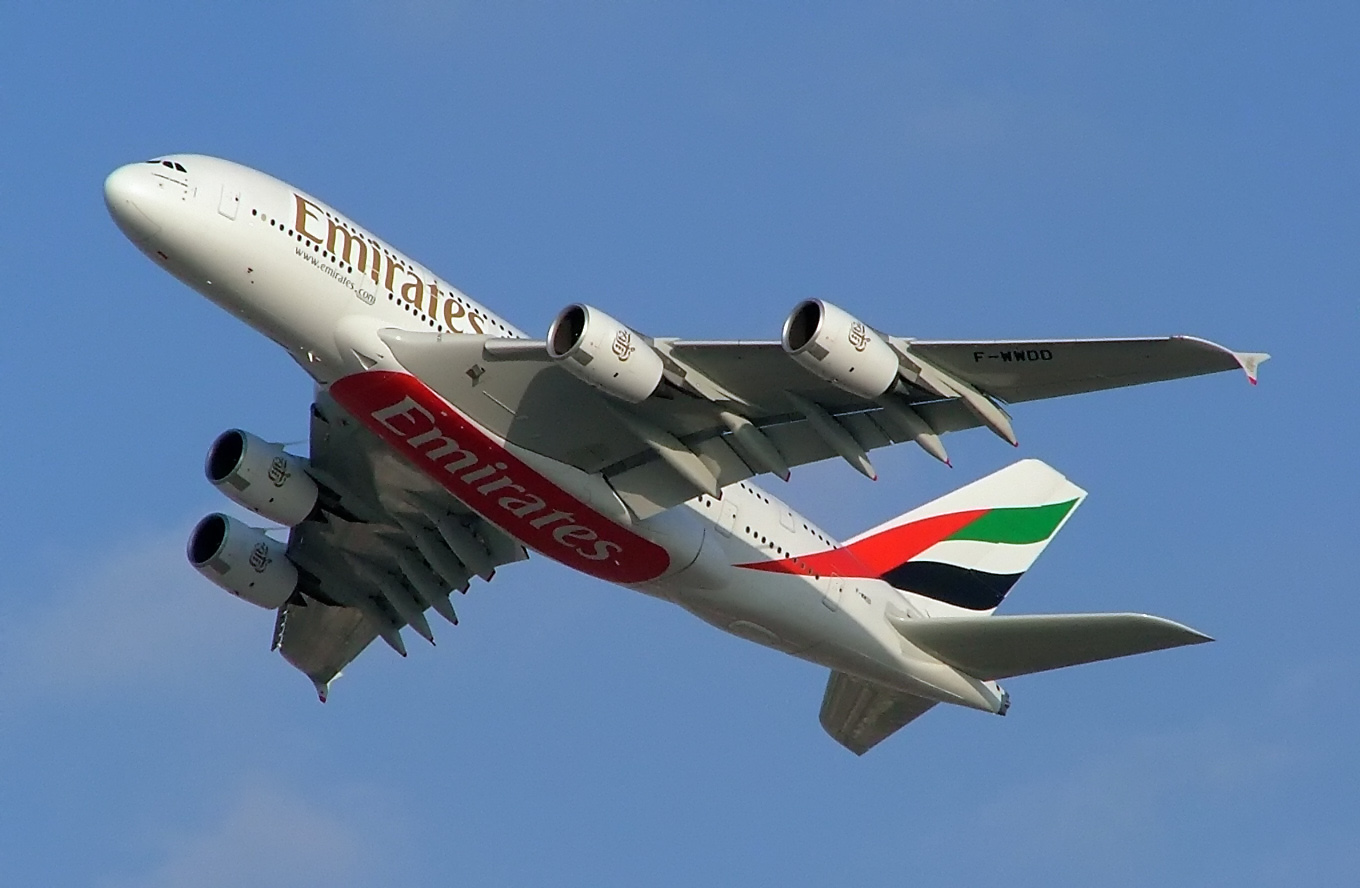
Egy Airbus A380-as repülőgép az arab Emirates színeiben

A légitársaság olyan légi utas- és teherforgalmat ellátó vállalat, ami repülőgépeket birtokol vagy lízingel. Ezek a társaságok légiszövetségeket hozhatnak létre más légitársaságokkal, a nagyobb bevétel érdekében.
A világ első ilyen jellegű vállalata a németországi DELAG, a Deutsche Luftschiffahrts-Aktiengesellschaft volt, melyet 1909. november 16-án alapítottak.